# Wahl des Abgeordnetenhauses von Bosnien-Herzegowina 2018
Die Wahl zur 7. bosnisch-herzegowinischen Nationalversammlung (seit dem Abkommen von Dayton 1995) fand am 7. Oktober 2018 statt. Die Wahlbeteiligung betrug 49,4 %, was etwa 1,7 Prozentpunkte unter der Beteiligung im Jahr 2014 liegt.
Stärkste Partei in der neuen Nationalversammlung wurde die Stranka demokratske akcije (SDA)  mit einem Anteil von 17,01 % der gültigen Stimmen und einem Verlust von 1,73 Prozentpunkten gegenüber 2014. Der Savez nezavisnih socijaldemokrata (SNSD) stellt mit 16,03 % die zweitstärkste Kraft im Abgeordnetenhaus. Mit einem Sitz weniger ist die SNSD dicht gefolgt von der Socijaldemokratska partija Bosne i Hercegovine (SDP) und dem Wahlbündnis, dessen einflussreichste Partei die Hrvatska demokratska zajednica Bosne i Hercegovine (HDZ) darstellt. Insgesamt gelang zwei neuen Parteien mit jeweils einem Sitz der erstmalige Einzug in die Nationalversammlung. Dies waren der Nezavisni blok und der Pokret demokratske akcije (PDA) mit einem Stimmenanteil von 2,51 % bzw. 2,32 %.
In die 7. bosnisch-herzegowinische Nationalversammlung wurden somit 42 Kandidaten, die für 14 verschiedene Parteien kandidierten, gewählt.

## Wahlergebnisse

### Gesamtstaatlich
Zur Wahl in Bosnien und Herzegowina waren 3.355.429 Bürger in insgesamt 5.516 Wahlkreisen berechtigt, wobei diese zwischen insgesamt 733 unterschiedlichen Kandidaten in ihren acht Wahleinheiten wählen konnten.
Die Wahlbeteiligung lag bei etwa 49,4 %. Insgesamt waren 156.444 Stimmen ungültig bzw. leer.
| Partei                                                  | Föderation Bosnien und Herzegowina | Föderation Bosnien und Herzegowina | Föderation Bosnien und Herzegowina | Republika Srpska | Republika Srpska | Republika Srpska | Gesamt    | Gesamt | Gesamt | Gesamt |
| Partei                                                  | Stimmen                            | %                                  | Sitze                              | Stimmen          | %                | Sitze            | Stimmen   | %      | Sitze  |        |
| ------------------------------------------------------- | ---------------------------------- | ---------------------------------- | ---------------------------------- | ---------------- | ---------------- | ---------------- | --------- | ------ | ------ | ------ |
| SDA - Stranka demokratske akcije                        | 252.058                            | 25,48                              | 8                                  | 29.673           | 4,45             | 1                | 281.731   | 17,01  | 9      |        |
| Savez nezavisnih socijaldemokrata - SNSD                | 4.663                              | 0,47                               | -                                  | 260.930          | 39,10            | 6                | 265.593   | 16,03  | 6      |        |
| SDP - Socijaldemokratska partija Bosne i Hercegovine    | 140.782                            | 14,23                              | 5                                  | 9.672            | 1,45             | -                | 150.454   | 9,08   | 5      |        |
| HDZ BiH, HSS, HKDU BiH, HSP-HNS, HSP DR AS BiH, HDU BiH | 145.487                            | 14,71                              | 5                                  | 4.385            | 0,66             | -                | 149.872   | 9,05   | 5      |        |
| SDS-Lista (SDS-NDP-NS-SRS)                              | -                                  | -                                  |                                    | 162.414          | 24,34            | 3                | 162.414   | 9,80   | 3      |        |
| DF-GS, Željko Komšić: BiH pobjeđuje!                    | 96.174                             | 9,72                               | 3                                  | -                | -                | -                | 96.174    | 5,81   | 3      |        |
| PDP - Mladen Ivanić                                     | -                                  | -                                  |                                    | 83.832           | 12,56            | 2                | 83.832    | 5,06   | 2      |        |
| SBB - Fahrudin Radončić                                 | 67.599                             | 6,83                               | 2                                  | 1.394            | 0,21             | -                | 68.993    | 4,16   | 2      |        |
| Naša stranka                                            | 48.401                             | 4,89                               | 2                                  | -                | -                | -                | 48.401    | 2,92   | 2      |        |
| DNS - Demokratski narodni savez                         | 652                                | 0,07                               | -                                  | 68.637           | 10,29            | 1                | 69.289    | 4,18   | 1      |        |
| Nezavisni blok                                          | 41.512                             | 4,20                               | 1                                  | -                | -                | -                | 41.512    | 2,51   | 1      |        |
| Pokret demokratske akcije                               | 38.417                             | 3,88                               | 1                                  | -                | -                | -                | 38.417    | 2,32   | 1      |        |
| Socijalistička partija                                  | -                                  |                                    |                                    | 31.321           | 4,69             | 1                | 31.321    | 1,89   | 1      |        |
| A-SDA za Evropsku Bosnu i Hercegovinu - Zajedno!        | 29.726                             | 3,01                               | 1                                  | 756              | 0,11             | -                | 30.482    | 1,84   | 1      |        |
| Sonstige                                                | 125.721                            | 12,51                              | -                                  | 14.310           | 2,14             | -                | 140.031   | 8,45   | -      |        |
|                                                         |                                    |                                    |                                    |                  |                  |                  |           |        |        |        |
| Gesamt                                                  | 989.192                            | 100                                | 28                                 | 667.324          | 100              | 14               | 1.656.516 | 100    | 42     |        |

### Föderation Bosnien und Herzegowina
In der unten stehenden Tabelle sind alle Parteien aufgeführt, die durch die Wahl in der Föderation Bosnien und Herzegowina in die 7. Nationalversammlung eingezogen sind. Die restlichen Tabellen in diesem Unterkapitel zeigen hingegen nur die drei stärksten Parteien der jeweiligen Wahleinheit einzeln.
Zur Wahl in der Föderation Bosnien und Herzegowina waren 2.093.784 Bürger in insgesamt 3.276 Wahlkreisen berechtigt, wobei diese zwischen insgesamt 497 unterschiedlichen Kandidaten in ihren fünf Wahleinheiten wählen konnten.
Die Wahlbeteiligung lag bei etwa 47,2 %. Insgesamt waren 95.844 Stimmen ungültig bzw. leer.
| Partei                                                  | Stimmen | %     | Direktmandate | Ausgleichsmandate | Mandate insgesamt |
| ------------------------------------------------------- | ------- | ----- | ------------- | ----------------- | ----------------- |
| SDA - Stranka demokratske akcije                        | 252.058 | 25,48 | 6             | 2                 | 8                 |
| HDZ BiH, HSS, HKDU BiH, HSP-HNS, HSP DR AS BiH, HDU BiH | 145.487 | 14,71 | 5             | 0                 | 5                 |
| SDP - Socijaldemokratska partija Bosne i Hercegovine    | 140.782 | 14,23 | 3             | 2                 | 5                 |
| DF-GS, Željko Komšić: BiH pobjeđuje!                    | 96.174  | 9,72  | 3             | 0                 | 3                 |
| SBB - Fahrudin Radončić                                 | 67.599  | 6,83  | 0             | 2                 | 2                 |
| Naša stranka                                            | 48.401  | 4,89  | 1             | 1                 | 2                 |
| Nezavisni blok                                          | 41.512  | 4,20  | 1             | 0                 | 1                 |
| Pokret demokratske akcije                               | 38.417  | 3,88  | 1             | 0                 | 1                 |
| A-SDA za Evropsku Bosnu i Hercegovinu - Zajedno!        | 29.726  | 3,01  | 1             | 0                 | 1                 |
| Sonstige                                                | 129.036 | 13,05 | 0             | 0                 | 0                 |
|                                                         |         |       |               |                   |                   |
| Gesamt                                                  | 989.192 | 100   | 21            | 7                 | 28                |

#### Wahleinheit 1 A
Zur Wahl waren 319.662 Bürger in 487 Wahlkreisen berechtigt, wobei diese zwischen 77 unterschiedlichen Kandidaten wählen konnten.
Die Wahlbeteiligung lag bei 35,3 %. Insgesamt waren 17.108 Stimmen ungültig bzw. leer.
| Partei                                                  | Stimmen | %     | Direktmandate | Ausgleichsmandate |
| ------------------------------------------------------- | ------- | ----- | ------------- | ----------------- |
| SDA - Stranka demokratske akcije                        | 26.987  | 23,89 | 1             | 0                 |
| A-SDA za Evropsku Bosnu i Hercegovinu - Zajedno!        | 19.522  | 17,28 | 1             | 0                 |
| HDZ BiH, HSS, HKDU BiH, HSP-HNS, HSP DR AS BiH, HDU BiH | 12.448  | 11,02 | 1             | 0                 |
| Sonstige                                                | 54.015  | 47,81 | 0             | 0                 |
|                                                         |         |       |               |                   |
| Gesamt                                                  | 112.972 | 100   | 3             | 0                 |

#### Wahleinheit 2 A
Zur Wahl waren 268.640 Bürger in 462 Wahlkreisen berechtigt, wobei diese zwischen 73 unterschiedlichen Kandidaten wählen konnten.
Die Wahlbeteiligung lag bei 50,6 %. Insgesamt waren 9.231 Stimmen ungültig bzw. leer.
| Partei                                                  | Stimmen | %     | Direktmandate | Ausgleichsmandate |
| ------------------------------------------------------- | ------- | ----- | ------------- | ----------------- |
| HDZ BiH, HSS, HKDU BiH, HSP-HNS, HSP DR AS BiH, HDU BiH | 68.846  | 50,60 | 2             | 0                 |
| SDA - Stranka demokratske akcije                        | 22.355  | 16,43 | 1             | 0                 |
| Hrvatsko zajedništvo HDZ 1990 - HSP BiH                 | 14.692  | 10,80 | 0             | 0                 |
| Sonstige                                                | 30.161  | 22,17 | 0             | 1                 |
|                                                         |         |       |               |                   |
| Gesamt                                                  | 136.054 | 100   | 3             | 1                 |

#### Wahleinheit 3 A
Zur Wahl waren 441.354 Bürger in 631 Wahlkreisen berechtigt, wobei diese zwischen 101 unterschiedlichen Kandidaten wählen konnten.
Die Wahlbeteiligung lag bei etwa 52,1 %. Insgesamt waren 18.916 Stimmen ungültig bzw. leer.
| Partei                               | Stimmen | %     | Direktmandate | Ausgleichsmandate |
| ------------------------------------ | ------- | ----- | ------------- | ----------------- |
| SDA - Stranka demokratske akcije     | 63.315  | 27,56 | 1             | 1                 |
| Naša stranka                         | 32.063  | 13,96 | 1             | 0                 |
| DF-GS, Željko Komšić: BiH pobjeđuje! | 29.216  | 12,72 | 1             | 0                 |
| Sonstige                             | 105.152 | 45,76 | 1             | 2                 |
|                                      |         |       |               |                   |
| Gesamt                               | 229.746 | 100   | 4             | 3                 |

#### Wahleinheit 4 A
Zur Wahl waren 555.497 Bürger in 853 Wahlkreisen berechtigt, wobei diese zwischen 122 unterschiedlichen Kandidaten wählen konnten.
Die Wahlbeteiligung lag bei 49,1 %. Insgesamt waren 26.377 Stimmen ungültig bzw. leer.
| Partei                                                  | Stimmen | %     | Direktmandate | Ausgleichsmandate |
| ------------------------------------------------------- | ------- | ----- | ------------- | ----------------- |
| SDA - Stranka demokratske akcije                        | 86.033  | 31,56 | 2             | 1                 |
| HDZ BiH, HSS, HKDU BiH, HSP-HNS, HSP DR AS BiH, HDU BiH | 43.895  | 16,10 | 1             | 0                 |
| SDP - Socijaldemokratska partija Bosne i Hercegovine    | 40.032  | 14,69 | 1             | 0                 |
| Sonstige                                                | 102.609 | 37,65 | 2             | 0                 |
|                                                         |         |       |               |                   |
| Gesamt                                                  | 272.569 | 100   | 6             | 1                 |

#### Wahleinheit 5 A
Zur Wahl waren 508.631 Bürger in 843 Wahlkreisen berechtigt, wobei diese zwischen 124 unterschiedlichen Kandidaten wählen konnten.
Die Wahlbeteiligung lag bei etwa 46,8 %. Insgesamt waren 24.212 Stimmen ungültig bzw. leer.
| Partei                                               | Stimmen | %     | Direktmandate | Ausgleichsmandate |
| ---------------------------------------------------- | ------- | ----- | ------------- | ----------------- |
| SDA - Stranka demokratske akcije                     | 53.368  | 22,44 | 1             | 0                 |
| SDP - Socijaldemokratska partija Bosne i Hercegovine | 52.193  | 21,94 | 1             | 1                 |
| Pokret demokratske akcije                            | 36.659  | 15,41 | 1             | 0                 |
| Sonstige                                             | 95.631  | 40,21 | 2             | 1                 |
|                                                      |         |       |               |                   |
| Gesamt                                               | 237.851 | 100   | 5             | 2                 |

### Republika Srpska
In der unten stehenden Tabelle sind alle Parteien aufgeführt, die durch die Wahl in der Republika Srpska in die 7. Nationalversammlung eingezogen sind. Die restlichen Tabellen in diesem Unterkapitel zeigen hingegen nur die drei stärksten Parteien der jeweiligen Wahleinheit einzeln.
Zur Wahl in der Republika Srpska waren 1.261.645 Bürger in insgesamt 2.240 Wahlkreisen berechtigt, wobei diese zwischen insgesamt 236 unterschiedlichen Kandidaten in ihren drei Wahleinheiten wählen konnten.
Die Wahlbeteiligung in der Republika Srpska lag bei 52,9 %. Insgesamt waren 60.600 Stimmen ungültig bzw. leer.
| Partei                                   | Stimmen | %     | Direktmandate | Ausgleichsmandate | Mandate insgesamt |
| ---------------------------------------- | ------- | ----- | ------------- | ----------------- | ----------------- |
| Savez nezavisnih socijaldemokrata - SNSD | 260.930 | 39,10 | 4             | 2                 | 6                 |
| SDS-Lista (SDS-NDP-NS-SRS)               | 162.414 | 24,34 | 3             | 0                 | 3                 |
| PDP - Mladen Ivanić                      | 83.832  | 12,56 | 1             | 1                 | 2                 |
| DNS - Demokratski narodni savez          | 68.637  | 10,29 | 1             | 0                 | 1                 |
| Socijalistička partija                   | 31.321  | 4,69  | 0             | 1                 | 1                 |
| SDA - Stranka demokratske akcije         | 29.673  | 4,45  | 0             | 1                 | 1                 |
| Sonstige                                 | 30.517  | 4,57  | -             | -                 | -                 |
|                                          |         |       |               |                   |                   |
| Gesamt                                   | 667.324 | 100   | 9             | 5                 | 14                |

#### Wahleinheit 1 B
Zur Wahl waren 571.192 Bürger in 912 Wahlkreisen berechtigt, wobei diese zwischen 82 unterschiedlichen Kandidaten wählen konnten.
Die Wahlbeteiligung lag bei 51,2 %. Insgesamt waren 26.139 Stimmen ungültig bzw. leer.
| Partei                                   | Stimmen | %     | Direktmandate | Ausgleichsmandate |
| ---------------------------------------- | ------- | ----- | ------------- | ----------------- |
| Savez nezavisnih socijaldemokrata - SNSD | 116.915 | 40,01 | 1             | 2                 |
| PDP - Mladen Ivanić                      | 53.406  | 18,27 | 1             | 1                 |
| SDS-Lista (SDS-NDP-NS-SRS)               | 52.365  | 17,92 | 1             | 0                 |
| Sonstige                                 | 69.558  | 23,80 | 0             | 0                 |
|                                          |         |       |               |                   |
| Gesamt                                   | 292.244 | 100   | 3             | 3                 |

#### Wahleinheit 2 B
Zur Wahl waren 393.756 Bürger in 730 Wahlkreisen berechtigt, wobei diese zwischen 82 unterschiedlichen Kandidaten wählen konnten.
Die Wahlbeteiligung lag bei etwa 50,2 %. Insgesamt waren 20.835 Stimmen ungültig bzw. leer.
| Partei                                   | Stimmen | %     | Direktmandate | Ausgleichsmandate |
| ---------------------------------------- | ------- | ----- | ------------- | ----------------- |
| Savez nezavisnih socijaldemokrata - SNSD | 71.045  | 35,96 | 2             | 0                 |
| SDS-Lista (SDS-NDP-NS-SRS)               | 62.236  | 31,50 | 1             | 0                 |
| PDP - Mladen Ivanić                      | 19.489  | 9,86  | 0             | 0                 |
| Sonstige                                 | 44.823  | 22,71 | 0             | 0                 |
|                                          |         |       |               |                   |
| Gesamt                                   | 197.593 | 100   | 3             | 0                 |

#### Wahleinheit 3 B
Zur Wahl waren 296.697 Bürger in 598 Wahlkreisen berechtigt, wobei diese zwischen 72 unterschiedlichen Kandidaten wählen konnten.
Die Wahlbeteiligung lag bei etwa 59,8 %. Insgesamt waren 13.626 Stimmen ungültig bzw. leer.
| Partei                                   | Stimmen | %     | Direktmandate | Ausgleichsmandate |
| ---------------------------------------- | ------- | ----- | ------------- | ----------------- |
| Savez nezavisnih socijaldemokrata - SNSD | 72.970  | 41,11 | 1             | 0                 |
| SDS-Lista (SDS-NDP-NS-SRS)               | 47.813  | 26,94 | 1             | 0                 |
| DNS - Demokratski narodni savez          | 24.867  | 14,01 | 1             | 0                 |
| Sonstige                                 | 31.837  | 17,94 | 0             | 0                 |
|                                          |         |       |               |                   |
| Gesamt                                   | 177.487 | 100   | 3             | 0                 |